# Orden Civil de Sanidad
Der Orden Civil de Sanidad (frei übersetzt: Zivilorden für Gesundheit) wurde am 27. Juli 1943 durch den spanischen Staatschef Francisco Franco gestiftet und kann für hervorragende Leistungen auf dem Gebiet des Sanitätswesens, insbesondere bei dem praktischen Einsatz in der Seuchenbekämpfung verliehen werden. Ferner auch für hervorragende wissenschaftliche Leistungen auf dem Sanitätsgebiet.

## Vorgeschichte
Eine vergleichbare Auszeichnung hatte es in Spanien bereits im 19. Jahrhundert gegeben. Diese Auszeichnung wurde umgangssprachlich allerdings nur Seuchen- oder Epidemiekreuz genannt und wurde für außerordentliche Taten bei deren Bekämpfung verliehen. Dieses Epidemiekreuz wurde in seiner Folge dann mit dem Zivilorden für Wohltätigkeit vereint. Diese Zusammenlegung der beiden Auszeichnungen erwies sich jedoch als unglücklich und unzweckmäßig, so dass die Schaffung eines neuen besonderen Ordens auf dem Sanitätsgebiete erforderlich wurde; die Geburtsstunde des Zivil-Sanitäts-Verdienstordens.

## Ordensklassen
Der Orden besteht aus drei Klassen, wobei sich die Kommandeursklasse in zwei Stufen teilt: 
- Gran Cruz de Sanidad: Großkreuz
- Encomienda de Sanidad:
  - Kommandeur mit Stern/Kommandeurin mit Stern
  - Kommandeur/Kommandeurin
- Cruz de Sanidad: Ritter/Dame

Die Verleihung aller drei Klassen erfolgt nur in denjenigen Fällen, in denen die Verdienste um das Sanitätswesen absolut zweifelsfrei sind und auf eigene Initiative des spanischen Innenministeriums. In den übrigen Fällen erfolgt die Veranlassung durch die Generaldirektion des Sanitätswesens, die zuvor allerdings den Nationalrat für Sanitätswesen anzuhören hatte. 
Das Großkreuz in seiner höchsten Stufe wird nur nach Zustimmung des Ministerrats durch Verordnung, die beiden anderen Klassen bzw. Stufen durch ministeriale Verfügung verliehen.
| Ordensdekoration und Bandschnalle |            |        |
|                                   |            |        |
| Großkreuz                         | Kommandeur | Ritter |

## Ordensdekoration
Das Ordenszeichen aller Klassen ist gleich groß und misst 40 mm in der Höhe und Breite. Die Arme sind gleich lang und an ihren Enden dreispitzig, weiß emailliert, golden gerändert und an ihren Spitzen mit kleinen goldenen Kügelchen besetzt. In den Kreuzwinkeln sind je drei goldene Strahlen eingesetzt, von denen der mittlere 8 mm, die beiden äußeren je 5 mm lang sind. In der Mitte des Kreuzes ist das farbig emaillierte Wappen Spaniens auf hochovalen, rotem Grund innerhalb der goldenen Umschrift AL MERITTO SANITARIO (Dem Sanitätsverdienst) zu lesen. Als Aufhänger diente ein grüner Kranz aus Eichen- und Palmenblättern. Die Rückseite des Kreuzes gleicht der der Vorderseite, nur dass das Mittelfeld des Medaillons nicht rot, sondern blau emailliert ist und statt des spanischen Wappens das Emblem der Nationalen Gesundheitspflege zeigt. 

## Trageweise
Kommandeure dekorieren die Auszeichnung als Halsorden mit einem 30 mm breiten, ockergelben mit 4 mm breiten schwarzen Seitenstreifen, die 2 mm vom Rand stehen. Kommandeure mit Stern erhalten zusätzlich einen Bruststern. Das einfache Kreuz mit derselben Bandfarbe an der in Spanien üblichen goldenen Querspange an der linken Brustseite. Zum Großkreuz gehört das gleiche hier beschriebene Kreuz, wird aber am Großen Band, das von der rechten Schulter kommend zur linken Hüfte hin getragen. Die Enden sind durch eine Schleife verbunden. Sein ockergelbes Band ist 100 mm breit und hat 12 mm breite ebenfalls schwarze Seitenstreifen, die 6 mm Abstand vom Rand aufweisen. Dazu wird ein Bruststern an der linken Brustseite getragen, dessen Größe sich auf 55 mm beläuft und dessen sieben Strahlen je Kreuzwinkel brillantiert ist.